# Université de Caroline du Nord à Chapel Hill
L'université de Caroline du Nord à Chapel Hill (en anglais : University of North Carolina at Chapel Hill, en abrégé UNC-Chapel Hill) est une grande université publique de recherche américaine, située à Chapel Hill (Caroline du Nord). 
Constituant le plus grand et le plus sélectif des six campus de l'université de Caroline du Nord, UNC Chapel Hill est considérée parmi les meilleurs universités publiques du pays (connues sous le nom de Public Ivies). 
L'université est membre de l'Association des universités américaines, une association qui, depuis 1900, regroupe les universités de recherches d'élite des États-Unis. 
UNC Chapel Hill a une histoire très forte dans le domaine sportif, en particulier en basket-ball. Leur équipe de basket, les Tar Heels de la Caroline du Nord, est rivale avec la prestigieuse université Duke, et a fourni de nombreux athlètes olympiques aux équipes des États-Unis. 
Avec l'université Duke à Durham et l'université d'État de Caroline du Nord à Raleigh, l'université constitue le Research Triangle Park, le deuxième centre de recherche de techniques avancées des États-Unis derrière la Silicon Valley.

## Histoire
Fondée le 11 décembre 1789, la première pierre a été posée le 12 octobre 1793, à côté des ruines d'une chapelle choisie pour son emplacement central au niveau de l'État. 
Avec un enseignement ayant commencé en 1795, UNC est la plus ancienne université publique des États-Unis et la seule à délivrer des diplômes au XVIIIe siècle,. 
Ce fut la première université publique aux États-Unis à admettre des étudiants (dès 1795) et à décerner des diplômes d'études supérieures (dès 1798).  
Le journal étudiant The Daily Tar Heel a remporté de nombreux prix nationaux pour collegial medias, tandis que la radio étudiante WXYC fut la première radio diffusée sur internet. 
L'utilisation des couleurs bleu et blanc de l'école de Caroline remonte aux réunions littéraires dialectiques et philanthropiques, créées en 1795. L'université a également une tradition d'autogouvernance des élèves régi par un code d'honneur. La mascotte de l'UNC est un bélier nommé Ramses.

## Planétarium et centre scientifique Morehead
Le planétarium et centre scientifique Morehead est situé sur le campus de l'université de Caroline du Nord. Il s'agit de l'un des plus anciens et des plus grands planétariums des États-Unis, qui a accueilli plus de sept millions de visiteurs à l'occasion de son 60e anniversaire en 2009. En tant qu'unité de l'université, Morehead reçoit environ un tiers de son financement de sources étatiques, un tiers par la vente de billets et de cadeaux, et un tiers par des cadeaux et des subventions.

## Sport
L'université possède sa propre équipe universitaire, les Tar Heels de la Caroline du Nord.
L'équipe joue dans plusieurs stades et installations sportives appartenant à l'université et situées sur son campus :
- Kenan Memorial Stadium (football américain)
- Boshamer Stadium (baseball)
- Fetzer Field (soccer, crosse et athlétisme)
- Dean Smith Center (basket-ball)

## Personnalités liées à l'université

### Dirigeant
Depuis 1945, la personne dirigeant l'université porte le nom de chancelier ou chancelière. Le titre est celui de président entre 1804 et 1932.
| No | Identité                                       | Période          | Période         | Durée                      |
| No | Identité                                       | Début            | Fin             | Durée                      |
| -- | ---------------------------------------------- | ---------------- | --------------- | -------------------------- |
| 1  | David Ker (en) (1758 - 1805)                   | 1794             | 1796            | 2 ans                      |
| 3  | Joseph Caldwell (en) (1773 - 1835)             | 1796             | 1797 (mort)     | 1 an                       |
| 2  | Charles Wilson Harris (en) (1771 - 1804)       | 1796             | 1796            | moins d’un an              |
| 4  | James Smiley Gillaspie (d)                     | 1797             | 1799            | 2 ans                      |
| 5  | Joseph Caldwell (en) (1773 - 1835)             | 1799             | 1812            | 13 ans                     |
| 6  | Robert Hett Chapman (en) (1771 - 1833)         | 1812             | 1816            | 4 ans                      |
| 7  | Joseph Caldwell (en) (1773 - 1835)             | 1816             | 1835            | 19 ans                     |
| 8  | Elisha Mitchell (1793 - 1857)                  | 1835             | 1835            | moins d’un an              |
| 9  | David Lowry Swain (en) (1801 - 1868)           | 1835             | 1868            | 33 ans                     |
| 10 | Solomon Pool (en) (1832 - 1901)                | 1869             | 1872            | 3 ans                      |
| 11 | Charles Phillips (d) (1822 - 1889)             | 1875             | 1876            | 1 an                       |
| 12 | Kemp P. Battle (en) (1831 - 1919)              | 1876             | 1891            | 15 ans                     |
| 13 | George T. Winston (en) (1852 - 1932)           | 1891             | 1896            | 5 ans                      |
| 14 | Edwin Alderman (en) (1861 - 1931)              | 1896             | 1900            | 4 ans                      |
| 15 | Francis Preston Venable (en) (1856 - 1934)     | 1900             | 1914            | 14 ans                     |
| 16 | Edward Kidder Graham (en) (1876 - 1918)        | 1914             | 1918 (mort)     | 4 ans                      |
| 17 | Marvin Hendrix Stacy (d) (1877 - 1919)         | 1918             | 1919            | 1 an                       |
| 18 | Harry Woodburn Chase (1883 - 1955)             | 1919             | 1930            | 11 ans                     |
| 19 | Frank Porter Graham (en) (1886 - 1972)         | 1930             | 1932            | 2 ans                      |
| 20 | R. B. House (d) (1892 - 1987)                  | 1934             | 1957            | 23 ans                     |
| 21 | William Brantley Aycock (en) (1915 - 2015)     | 1957             | 1964            | 7 ans                      |
| 22 | Paul F. Sharp (en) (1918 - 2009)               | 1964             | 1965            | 1 an                       |
| 23 | J. Carlyle Sitterson (en) (1911 - 1995)        | 16 février 1966  | 31 janvier 1972 | 5 ans, 11 mois et 15 jours |
| 24 | Nelson Ferebee Taylor (en) (1921 - 2004)       | 1972             | 1980            | 8 ans                      |
| 25 | Christopher Columbus Fordham (d) (1926 - 2008) | 1980             | 1988            | 8 ans                      |
| 26 | Paul Hardin III (en) (1931 - 2017)             | 1988             | 1995            | 7 ans                      |
| 27 | Michael Hooker (en) (1946 - 1999)              | 1995             | 1999            | 4 ans                      |
| 28 | William Octavius McCoy (d)                     | 1999             | 2000            | 1 an                       |
| 29 | James Moeser (en) (né en 1939)                 | 15 août 2000     | 30 juin 2008    | 7 ans, 10 mois et 15 jours |
| 30 | Holden Thorp (en) (né en 1964)                 | 1er juillet 2008 | 30 juin 2013    | 4 ans, 11 mois et 29 jours |
| 31 | Carol Folt (en), (née en 1951)                 | 1er juillet 2013 | 31 janvier 2019 | 5 ans, 6 mois et 30 jours  |
| 32 | Kevin Guskiewicz (en) (né en 1966)             | 6 février 2019   | En cours        | 6 ans, 1 mois et 8 jours   |

### Professeurs
- Thelma G. Thurstone (1952-1968), professeure de sciences de l'éducation.

### Étudiants
- James Knox Polk (1795–1849) (président des États-Unis 1845-1849)
- Isham Warren Garrott (1816-1863) (brigadier général confédéré)
- Thomas Wolfe (1900-1938) (écrivain)
- Whit Bissell (1909-1996) (acteur)
- Charles Kuralt (en) (1934–1997) (journaliste)
- Bob Brier (1943-) (égyptologue)
- Armistead Maupin (1944-) (écrivain)
- Moushira Khattab (1944-) femme politique égyptienne.
- Bob McAdoo (1951-) (basketteur)
- John Edwards (1953-) (sénateur)
- Jon Jefferson (1955-) (écrivain et documentariste)
- David Payne (1955-) (écrivain)
- Adaora Adimora (1956-2024) (médecin)
- James Worthy (1961-) (basketteur)
- Michael Jordan (1963-) (basketteur)
- Kristine Lilly (1971-) (footballeuse)
- David Reinfurt (1971-) (designer)
- Mia Hamm (1972-) (footballeuse)
- Rasheed Wallace (1974-) (basketteur)
- Marion Jones (1975-) (athlète)
- Nikole Hannah-Jones (1976-) (journaliste)
- Vince Carter (1977-) (basketteur)
- Pamela Phatsimo Sunstrum (1980-) (artiste)
- Heather O'Reilly (1985-) (footballeuse)
- Ashlyn Harris (1985-) (footballeuse)
- Whitney Engen (1987-) (footballeuse)
- Tobin Heath (1988-) (footballeuse)
- Crystal Dunn (1992-) (footballeuse)